# Praravinia borneensis
Praravinia borneensis är en måreväxtart som först beskrevs av Elmer Drew Merrill, och fick sitt nu gällande namn av Cornelis Eliza Bertus Bremekamp. Praravinia borneensis ingår i släktet Praravinia och familjen måreväxter. Inga underarter finns listade i Catalogue of Life.